# Lamer
Un lamer è un aspirante cracker, presumibilmente con conoscenze informatiche limitate e basilari. Di solito, lo scopo dei lamer è provocare danni a un computer o un sistema protetto solo per divertimento. I lamer non hanno conoscenze informatiche molto profonde e arrivano ai loro scopi usando programmi fatti da altri e seguendo guide che circolano per il web.

## Storia
Il termine sembra avere origini nell'ambiente del Commodore 64 durante la metà degli anni ottanta. Divenne popolare tra i cracker Amiga e fu utilizzato anche dal "Lamer Exterminator", un famoso virus per Amiga, che gradualmente danneggiava con dei settori non validi i floppy-disk non protetti da scrittura. I settori corrotti, se letti, apparivano sovrascritti con la ripetizione della stringa "LAMER!". Il termine venne poi citato e descritto nel celebre manifesto hacker jargon file.
Famose sono state le diatribe tra i gruppi di cracker Paranoimia e Quartex, nell'ambito Amiga, che si accusavano reciprocamente con tale termine nelle boot-intro dei programmi e giochi da loro diffusi.
Con la diffusione dei canali di chat, dei forum e dei sistemi di instant messaging, il termine lamer è divenuto di uso piuttosto ricorrente.

## Caratteristiche
I lamer sono considerati per lo più alla stregua di ragazzini che, a puro scopo di vandalismo, cercano di provocare danno. In alcuni casi, ciò può avvenire attraverso l'invio di trojan (virus) ad altri utenti al fine di avere accesso ai loro sistemi, per poi eventualmente danneggiare o distruggere informazioni. Altre volte, invece, attraverso l'utilizzo di piccoli programmi, reperiti nel web, che permettono loro di attuare attacchi ai siti Internet, allo scopo di danneggiarli o sfregiarli.
Il lamer si differenzia dall'hacker e dal newbie perché il suo scopo non è esplorare, imparare e migliorare, ma creare danni per appagamento personale. I lamer vengono tradizionalmente disprezzati dagli hacker perché sono ritenuti, almeno in parte, responsabili della connotazione negativa del termine hacker, che viene tutt'oggi associato alla criminalità informatica e alla diffusione di malware da parte dei  media.

## Significato ed utilizzo del termine
Il termine inglese lame, usato spesso in senso dispregiativo, significa letteralmente "zoppo" ma si potrebbe rendere in italiano come imbranato o rozzo.
Il termine viene utilizzato oggi per indicare anche utenti che utilizzano gli strumenti in maniera anomala.
Nella categoria rientrano anche i soggetti che fanno utilizzo meccanico di conoscenze informatiche, in ambienti in cui tali competenze sono mediamente limitate, per realizzare effetti che possano stupire una parte degli altri utenti, senza conoscerne le dinamiche sostanziali. Tra tali effetti si annoverano, ad esempio, la colorazione dei nickname o l'impiego di caratteri non stampabili o ancora l'utilizzo di software al fine di disturbare la normale attività degli altri utenti. Va quindi distinto dal troll perché cerca di turbare la comunità più tramite azioni scorrette che con discorsi provocatori.
Si usa tale termine anche per definire l'operato di un utente che si vanta del lavoro, o scoperta, o comunque operato altrui cui spetterebbe il vero merito, di solito, senza citare o ringraziare volutamente la vera fonte.

### Videogiochi multiplayer
Nei giochi multiplayer il termine lamer è utilizzato per indicare una persona che disturba nei luoghi di ritrovo (come i forum) e abusa dei suoi poteri da moderatore, per sottolineare la presunta incapacità o inesperienza di un altro utente. Viene inoltre affibbiato il soprannome "lamer" anche a coloro i quali tendono a sfruttare bug o exploit dei videogiochi, soprattutto in quelli multiplayer online, per barare e ottenere una vittoria in modo scorretto. In alcuni giochi poco protetti e poco conosciuti il "lamer" crea un iniettore nella directory del client da cui potrà inserire i cheat, per poi vantarsene.

### Demoscene
Nella demoscene viene definito lamer un individuo che non sta alle regole del "gioco" (che sia competizione o altro) e cerca di farsi notare in questa scena realizzando demo con contenuti o codice sorgente preso da altre produzioni spacciandole per proprie. Quindi un lamer è chi è considerato un individuo presuntuoso che crede di saperne molto sui computer quando in realtà, il più delle volte, ha solo delle scarse nozioni di informatica base. Quando la scena era molto più "underground", ossia conosciuta da pochi, prima della fine degli anni '80, veniva considerato "lamer" l'individuo che non riusciva a tenere il passo della massa di sceners più abili. Adesso, invece, si etichetta questo individuo come newbie, ossia come "novizio", che non ha di per sé una connotazione negativa.